# París-Angers
La París-Angers fue una carrera de un día disputada entre París y Angers que se disputó de 1923 a 1939.

## Palmarés
| Año       | Ganador              | Segundo                | Tercero                 |
| --------- | -------------------- | ---------------------- | ----------------------- |
| 1923      | Marcel Godard        | René Gérard            | Gaston Degy             |
| 1924      | Jean Hillarion       | Robert Jacquinot       | Robert Reboul           |
| 1925      | Robert Gerbaud       | Raoul Petouille        | Marcel Huot             |
| 1926      | Albert Dejonghe      | Gustave Van Slembrouck | Camille Van De Casteele |
| 1927-1931 | no se disputó        |                        |                         |
| 1932      | Jean Bidot           | Roger Bisseron         | Marcel Bidot            |
| 1933      | Roger Lapebie        | Raymond Louviot        | Pierre Pastorelli       |
| 1934      | André Vanderdonckt   | Fernand Cornez         | Léon Louyet             |
| 1935      | Georges Speicher     | André Vanderdonckt     | Lucien Lauck            |
| 1936      | Philémon De Meersman | Louis Le Goff          | Bruno Carini            |
| 1937      | Benoît Faure         | Lucien Lauk            | Louis Thietard          |
| 1938      | Sylvain Marcaillou   | Paul Maye              | Gérard Desmet           |
| 1939      | Paul Maye            | Lucien Lauk            | Jean Le Goff            |

## Palmarés por países
| País    | Victorias |
| ------- | --------- |
| Francia | 10        |
| Bélgica | 2         |